# Camilla Rosatellová
Camilla Rosatellová (nepřechýleně: Rosatello, * 28. května 1995 Saluzzo, Piemont) je italská profesionální tenistka. V sérii WTA 125 vyhrála dva deblové turnaje. V rámci okruhu ITF získala jeden titul ve dvouhře a třicet osm trofejí ve čtyřhře.
Na žebříčku WTA byla ve dvouhře nejvýše klasifikována v srpnu 2017 na 225. místě a ve čtyřhře v květnu 2024 na 72. místě.
V italském týmu Billie Jean King Cupu debutovala v roce 2017 barlettskou baráží 2. světové skupiny proti Tchaj-wanu, v němž za rozhodnutého stavu prohrála po boku Jasmine Paoliniové s párem Čuang Ťia-žung a Sü Čching-wen. Italky zvítězily 3–1 na zápasy. Do listopadu 2024 v soutěži nastoupila k jedinému mezistátnímu utkání s bilancí 0–0 ve dvouhře a 0–1 ve čtyřhře.

## Tenisová kariéra
Ve dvouhře okruhu WTA Tour debutovala na antukovém Internazionali BNL d'Italia 2018 v Římě. Jako členka třetí světové stovky mohla nastoupit až po zisku divoké karty. V úvodu uhrála jen tři gamy na estonskou kvalifikantku Kaiu Kanepiovou. Z kvalifikace prošla do hlavní soutěže na navazujícím Internationaux de Strasbourg 2018. Časnou porážku utržila od Číňanky Wang Čchiang, přestože ovládla úvodní sadu.

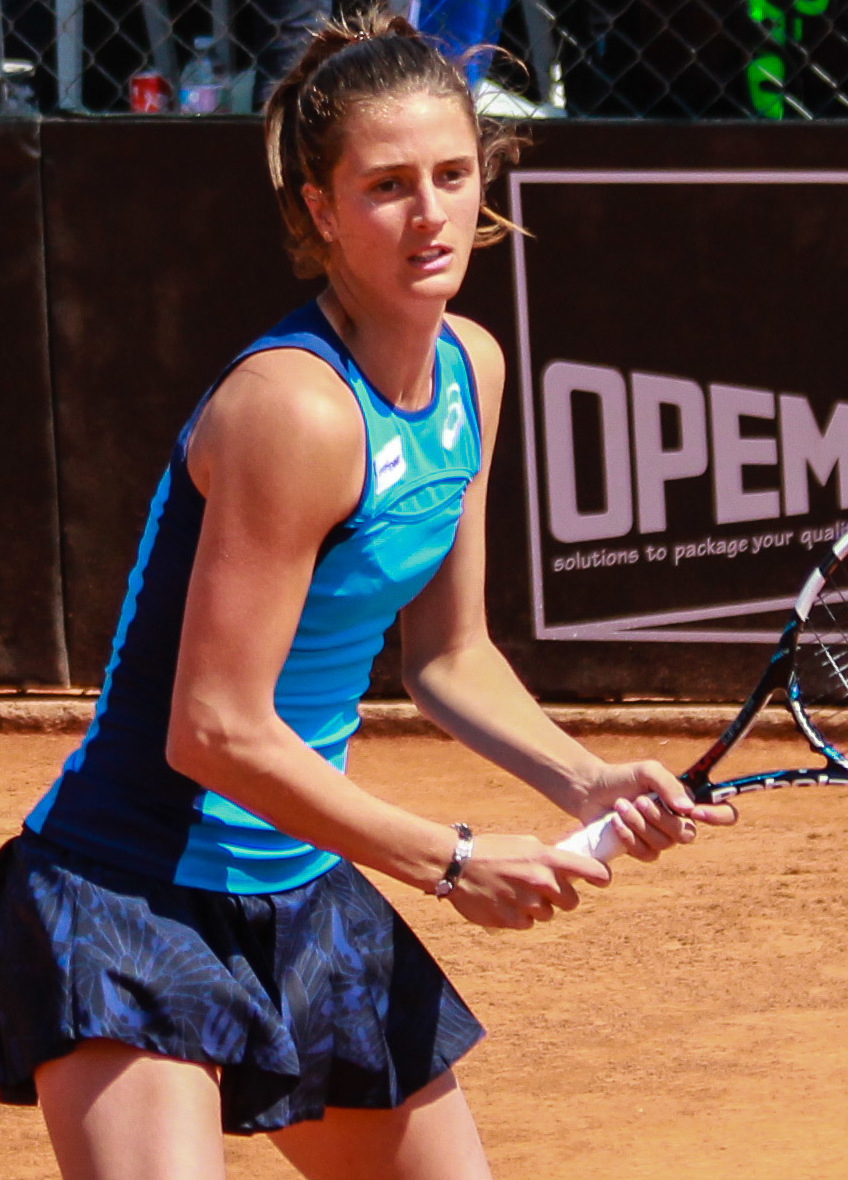
Při fedcupovém debutu 2017

První singlový zápas na túře WTA vyhrála na antukovém Palermo Ladies Open 2023, do něhož vstoupila na divokou kartu hladkým vítězstvím proti Viktorijí Golubicové. Poté ji zastavila padesátá sedmá žena klasifikace Emma Navarrová. V palermské čtyřhře postoupila po boku krajanky Angeliky Moratelliové do finále. V něm však podlehly nejvýše nasazeným Janě Sizikovové a Kimberley Zimmermannové.
První výhry nad členkou z elitní světové padesátky se dočkala na rabatském Grand Prix SAR La Princesse Lalla Meryem 2024. Jako kvalifikantka a členka třetí stovky v zahajovacím duelu vyřadila nejvýše nasazenou Jüan Jüe, figurující na třicáté šesté příčce žebříčku. Odehrála tak první kariérní zápas proti soupeřce z Top 50 a dosáhla teprve druhé singlové výhry na okruhu. Od stavu 3–5 odvrátila do konce prvního setu dvanáct setbolů Číňanky, než jej získala v tiebreaku. Po ztrátě čtyř her ve druhém kole skrečovala Rachimovové pro zranění.
První hlavní grandslamové soutěže odehrála ve čtyřhrách French Open 2024 a Wimbledonu 2024, kde vypadla v úvodních kolech; po boku Moratelliové v Paříži a Samsonovové v Londýně.

## Finále na okruhu WTA Tour

### Čtyřhra: 1 (0–1)
| Legenda                  |
| ------------------------ |
| D – dvouhra; Č – čtyřhra |
| Grand Slam (0)           |
| Turnaj mistryň (0)       |
| WTA 1000 (0)             |
| WTA 500 (0)              |
| WTA 250 (0–1)            |

| Stav       | č. | datum         | turnaj          | kategorie | povrch | spoluhráčka           | soupeřky ve finále                      | výsledek |
| ---------- | -- | ------------- | --------------- | --------- | ------ | --------------------- | --------------------------------------- | -------- |
| Finalistka | 1. | červenec 2023 | Palermo, Itálie | WTA 250   | antuka | Angelica Moratelliová | Jana Sizikovová Kimberley Zimmermannová | 2–6, 4–6 |

## Finále série WTA 125

### Čtyřhra: 3 (2–1)
| Legenda       |
| ------------- |
| WTA 125 (2–1) |

| Stav       | č. | datum       | turnaj                  | povrch | spoluhráčka           | soupeřky ve finále                      | výsledek          |
| ---------- | -- | ----------- | ----------------------- | ------ | --------------------- | --------------------------------------- | ----------------- |
| Vítězka    | 1. | září 2023   | Bukurešť, Rumunsko      | antuka | Angelica Moratelliová | Valentini Grammatikopoulou Anna Sisková | 7–5, 6–4          |
| Finalistka | 1. | únor 2024   | Puerto Vallarta, Mexiko | tvrdý  | Angelica Moratelliová | Iryna Šymanovičová Renata Zarazúová     | 2–6, 6–7(1–7)     |
| Vítězka    | 2. | březen 2024 | Antalya, Turecko        | antuka | Angelica Moratelliová | Tímea Babosová Věra Zvonarevová         | 6–3, 3–6, [15–13] |

## Tituly na okruhu ITF
| Turnaje okruhu ITF  |
| ------------------- |
| Turnaje 100 000 $   |
| Turnaje 75/60 000 $ |
| Turnaje 60/50 000 $ |
| Turnaje 35/25 000 $ |
| Turnaje 15/10 000 $ |

### Dvouhra (1 titul)
| Č. | datum      | turnaj       | kategorie | povrch | poražená finalistka    | výsledek |
| -- | ---------- | ------------ | --------- | ------ | ---------------------- | -------- |
| 1. | duben 2022 | Pula, Itálie | 25 000    | antuka | Jekatěrina Reyngoldová | 6–3, 6–4 |

### Čtyřhra (38 titulů)
| Č.  | datum         | turnaj                               | kategorie | povrch     | spoluhráčka               | poražené finalistky                                   | výsledek               |
| --- | ------------- | ------------------------------------ | --------- | ---------- | ------------------------- | ----------------------------------------------------- | ---------------------- |
| 1.  | září 2011     | Sanremo, Itálie                      | 10 000    | antuka     | Benedetta Davatová        | Franciesca Garigliová Giorgia Marchettiová            | 6–2, 6–4               |
| 2.  | duben 2013    | Heráklion, Řecko                     | 10 000    | koberec    | Tamara Čurovićová         | Olga Parres Azcoitiová Nuria Párrizas Díazová         | 7–6(4), 6–3            |
| 3.  | květen 2013   | Šarm aš-Šajch, Egypt                 | 10 000    | tvrdý      | Ču Aj-wen                 | Anna Fitzpatricková Kamila Kerimbajevová              | 6–4, 6–3               |
| 4.  | červenec 2013 | Turín, Itálie                        | 10 000    | tvrdý      | Olga Dorošinová           | Maria Masiniová Juka Moriová                          | 6–2, 6–1               |
| 5.  | červenec 2013 | Valladolid, Španělsko                | 10 000    | tvrdý      | Rutudža Bósaleová         | Lucía Cervera Vázquezová Carolina Prats Millánová     | 6–4, 6–0               |
| 6.  | leden 2014    | Fort-de-Francie, Francie             | 10 000    | tvrdý      | Manon Peralová            | Akvilė Paražinskaitė Rosalie van der Hoeková          | 6–4, 6–4               |
| 7.  | červen 2014   | Brusel, Belgie                       | 10 000    | antuka     | Alice Matteucciová        | Diana Buzeanová Natela Dzalamidzeová                  | 6–4, 3–6, [10–3]       |
| 8.  | srpen 2014    | Innsbruck, Rakousko                  | 10 000    | antuka     | Zuzanna Maciejewská       | Isabella Šinikovová Julia Stamatovová                 | 6–2, 6–2               |
| 9.  | březen 2015   | Solarino, Itálie                     | 10 000    | tvrdý      | Deborah Chiesová          | Marta Belluccová Camilla Scalová                      | 7–6(4), 6–3            |
| 10. | srpen 2015    | El Espinar, Španělsko                | 10 000    | tvrdý      | Olga Parres Azcoitiová    | Arabela Fernández Rabenerová Franciesca Stephensonová | 6–1, 6–2               |
| 11. | říjen 2015    | Pula, Itálie                         | 10 000    | antuka     | Vanda Lukácsová           | Dasha Ivanovová Melany Krywojová                      | 6–3, 6–2               |
| 12. | listopad 2015 | Casablanca, Maroko                   | 25 000    | antuka     | Olga Parres Azcoitiová    | Alice Bacquiéová Inês Murtová                         | 6–2, 6–4               |
| 13. | listopad 2015 | Casablanca, Maroko                   | 10 000    | antuka     | Olga Parres Azcoitiová    | Melanie Klaffnerová Anna Morginová                    | 6–2skreč               |
| 14. | listopad 2015 | Casablanca, Maroko                   | 10 000    | antuka     | Olga Parres Azcoitiová    | Irina Fetecăuová Camelia Hristeová                    | 6–4, 6–3               |
| 15. | srpen 2016    | Bagnatica, Itálie                    | 25 000    | antuka     | Alice Matteucciová        | Conny Perrinová Jana Sizikovová                       | 6–4, 5–7, [10–5]       |
| 16. | říjen 2016    | Pula, Itálie                         | 25 000    | antuka     | Kathinka von Deichmannová | Cristiana Ferrandová Vivien Juhászová                 | 6–1, 3–6, [10–6]       |
| 17. | březen 2017   | Amiens, Francie                      | 15 000    | antuka (h) | Melanie Stokkeová         | Ilona Kremenová Diāna Marcinkēvičová                  | 6–3, 6–0               |
| 18. | duben 2017    | Pula, Itálie                         | 25 000    | antuka     | Alice Matteucciová        | Bibiane Schoofsová Sandra Zaniewská                   | 6–1, 6–3               |
| 19. | červen 2017   | Périgueux, Francie                   | 25 000    | antuka     | Kimberley Zimmermannová   | Manon Arcangioliová Shérazad Reixová                  | 6–4, 6–3               |
| 20. | srpen 2017    | Hechingen, Německo                   | 60 000    | antuka     | Sofja Šapatavová          | Romy Kölzerová Lena Rüfferová                         | 6–2, 6–4               |
| 21. | říjen 2017    | Pula, Itálie                         | 25 000    | antuka     | Cristina Dinuová          | Elena Bogdanová Anita Husarićová                      | 6–2, 6–1               |
| 22. | listopad 2017 | Pula, Itálie                         | 25 000    | antuka     | Claudia Giovineová        | Anastasia Grymalská Ganna Požnichirenková             | 6–2, 2–6, [10–7]       |
| 23. | září 2018     | Bagnatica, Itálie                    | 25 000    | antuka     | Giorgia Marchettiová      | Deborah Chiesová Jasmine Paoliniová                   | 6–2, 2–6, [10–7]       |
| 24. | leden 2021    | Manacor, Španělsko                   | 15 000    | tvrdý      | Ylena In-Albonová         | Ángela Fita Boludová Oxana Selechmetěvová             | 7–6(3), 6–7(9), [10–5] |
| 25. | únor 2021     | Poitiers, Francie                    | 25 000    | tvrdý (h)  | Federica di Sarraová      | Estelle Cascinová Seone Mendezová                     | 6–4, 6–3               |
| 26. | březen 2021   | Le Havre, Francie                    | 15 000    | antuka (h) | Francisca Jorgeová        | Anaëlle Leclercqová Lucie Nguyen Tanová               | 7–5, 6–2               |
| 27. | květen 2021   | Otočec, Slovinsko                    | 25 000    | antuka     | Federica di Sarraová      | Lea Boškovićová Raluca Șerbanová                      | 6–4, 6–7(4), [10–4]    |
| 28. | červen 2021   | Montpellier, Francie                 | 60 000    | antuka     | Estelle Cascinová         | Liang En-šuo Jüan Jüe                                 | 6–3, 6–2               |
| 29. | květen 2021   | Turín, Itálie                        | 25 000    | antuka     | Federica di Sarraová      | Lucia Bronzettiová Aurora Zantedeschiová              | 6–2, 6–2               |
| 30. | září 2021     | Montreux, Švýcarsko                  | 60 000    | antuka     | Estelle Cascinová         | Conny Perrinová Eden Silvaová                         | 7–6(4), 6–4            |
| 31  | květen 2022   | Pula, Itálie                         | 25 000    | antuka     | Angelica Moratelliová     | Matilde Jorgeová Francisca Jorgeová                   | 6–4, 7–5               |
| 32. | červen 2022   | Caserta, Itálie                      | 60 000    | antuka     | Despina Papamichailová    | Matilde Jorgeová Francisca Jorgeová                   | 4–6, 6–2, [10–6]       |
| 33. | září 2022     | Pula, Itálie                         | 25 000    | antuka     | Angelica Moratelliová     | Jennifer Ruggeriová Noelia Zeballosová                | 6–4, 6–4               |
| 34. | říjen 2022    | Pula, Itálie                         | 25 000    | antuka     | Angelica Moratelliová     | Jessie Aneyová Sapfo Sakellaridiová                   | 6–7(4), 7–5, [10–5]    |
| 35. | červen 2023   | Roma, Itálie                         | 60 000    | antuka     | Angelica Moratelliová     | Oana Gavrilăová Sapfo Sakellaridiová                  | 3–6, 6–0, [10–7]       |
| 36. | srpen 2023    | Cordenons, Itálie                    | 60 000    | antuka     | Angelica Moratelliová     | Isabelle Haverlagová Eva Vedderová                    | 0–6, 6–2, [10–5]       |
| 37. | říjen 2023    | Les Franqueses del Vallès, Španělsko | 100 000   | tvrdý      | Angelica Moratelliová     | Kao Sin-jü Darja Semeņistajová                        | 4–6, 7–5, [10–6]       |
| 38. | leden 2024    | Bengalúr, Indie                      | 50 000    | tvrdý      | Darja Semeņistajová       | Li Jü-jün Eri Šimizuová                               | 3–6, 6–2, [10–8]       |